# Macrocneme ferrea
Macrocneme ferrea är en fjärilsart som beskrevs av Butler 1876. Macrocneme ferrea ingår i släktet Macrocneme och familjen björnspinnare. Inga underarter finns listade i Catalogue of Life.